# Daddala quadrisignata
Daddala quadrisignata là một loài bướm đêm trong họ Erebidae.

## Hình ảnh

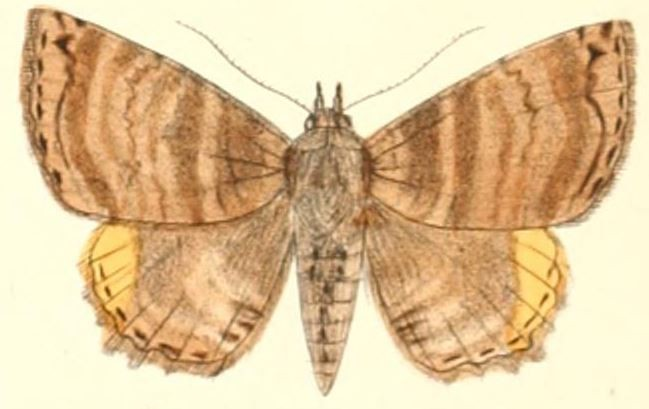